# 베이시 아르파드
베이시 아르파드(헝가리어: Weisz Árpád ˈvɛis ˈaːrpaːd[*]; 1896년 4월 16일, 바치-키슈쿤 주 솔트 ~ 1944년 1월 31일, 독일령 폴란드 아우슈비츠-비어케나우)는 헝가리의 올림픽 축구 참가 선수이자 감독이다. 베이시는 유대인으로, 그의 배우자와 자식들과 함께 제2차 세계 대전 당시 나치의 홀로코스트로 아우슈비츠에서 희생당했다.

## 경력

### 선수 경력
베이시는 헝가리의 퇴레크베시와 체코슬로바키아의 마카비 브르노, 그리고 이탈리아의 알레산드리아와 인테르나치오날레에서 활약하던 당시 좌측 미드필더로 뛰었다.
베이시는 1922년에서 1923년가지 7번의 국가대표팀 경기에 출전했고, 1924년 하계 올림픽에는 헝가리 선수단 일원으로 참가했다. 그는 중상을 당하면서 일찍이 축구화를 벗었다.

### 감독 경력
1926년에 현역에서 은퇴한 베이시는 알레산드리아의 수석 코치가 된 후 인테르나치오날레 감독으로 취임해 1929-30 시즌 리그 정상을 이끌던 당시 나이는 34세였다. 베이시는 1926년부터 1928년까지, 1929년부터 1931년까지, 그리고 1932년부터 1934년까지 3번에 나누어 주세페 메아차의 현역기였던 인테르나치오날레를 지도했다. 그는 바리, 노바라, 그리고 볼로냐도 지도하며, 볼로냐에서는 1936년과 1937년에 리그 정상에 올랐고, 이후 이탈리아의 인종법이 입법되면서 배우자와 두 자식들과 함께 이탈리아를 강제로 출국해야 했다. 베이시가 마지막으로 지도한 구단은 네덜란드의 도르트레흐트였고, 1940년에 제2차 세계 대전의 발발로 도르드레흐트를 떠났다.
그로부터 4년 뒤, 그를 포함한 4인 가족(배우자 엘레나, 아들 로베르토, 딸 클라라 포함)이 모두 슈츠슈타펠에 체포되어 아우슈비츠 강제 수용소에서 명을 달리했는데, 비어케나우에 도착하자마자 가스실에서 살해당했다.

## 후평
2020년 1월, 첼시는 스탬퍼드 브리지 서쪽 스탠드 외곽에 솔로몬 소자가 세운 벽화를 공개했다. 이 벽화는 로만 아브라모비치 첼시 구단주가 주도하는 '반유대주의를 말하지 마세요' 활동의 일환으로 세워졌다. 이 벽화에는 아우슈비츠 강제 수용소에서 사망한 축구 선수 율리안 히어시와 베이시 외에도 '아우슈비츠의 수문장'으로 불린 영국의 전쟁 포로 론 존스가 있었다.